# Puakena Boreham

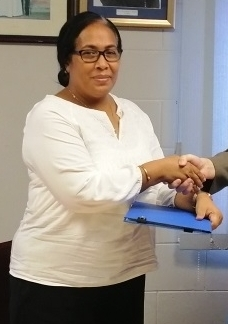
Puakena Boreham, 2018

Puakena Boreham (* 18. Dezember 1970 in Nui) ist eine tuvaluische Ärztin und Politikerin. Sie ist Parlamentsmitglied und seit 2016 Ministerin für Öffentliche Arbeiten und Naturressourcen des Inselstaats.
Puakena Boreham studierte an der Fiji School of Medicine in Suva, heute das College of Medicine, Nursing & Health Sciences der Fiji National University und graduierte 1998. Sie arbeitete zunächst für das Gesundheitsministerium als Anaesthesistin und Chefärztin am Princess Margaret Hospital in Funafuti, dem einzigen Krankenhaus in Tuvalu. 2014 schloss sie ein Postgraduiertenstudium an der Australian National University in Canberra im Bereich Globale Gesundheitspolitik ab. Sie hat einen Doktorgrad.
2015 trat sie bei den Wahlen in Tuvalu für den Wahlbezirk Nui constituency, das kleine Atoll Nui mit etwa 1500 Einwohnern, an und erreichte mit 237 Stimmen (26 %) die zweithöchste Stimmenzahl nach Mackenzie Kiritome. Sie konnte am 31. März 2015 als eine der beiden Vertreter für Nui in das Parlament Fale i Fono einziehen.
Im August 2016 übernahm Boreham das Ministeramt Minister for Works and Natural Resources von dem verstorbenen Elisala Pita. Boreham ist nach Naama Maheu Latasi (1989 bis 1997) und Pelenike Isaia (2011 bis 2015) die dritte Parlamentarierin Tuvalus und einzige Frau im Kabinett von Enele Sopoaga.